# Pterolophia conjecta
Pterolophia conjecta là một loài bọ cánh cứng trong họ Cerambycidae.